# Bostonkorsett

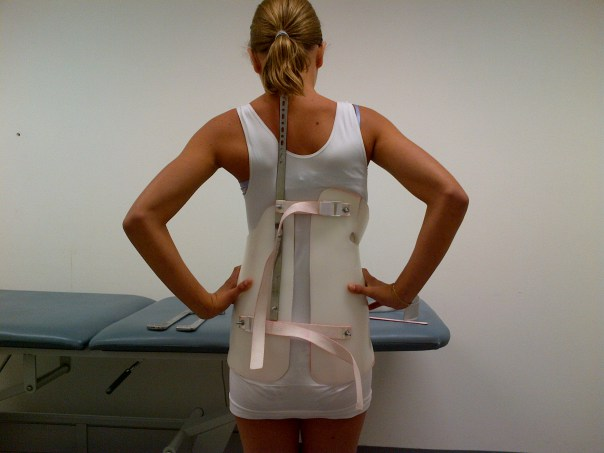
En kvinna med Bostonkorsett, sedd bakifrån.

Bostonkorsett, i form av halvfabrikat eller individuellt anpassad gipsavgjutning, används bland annat som ett steg i behandling av skolios och andra ryggåkommor. Förutom kirurgi är korsettering den enda behandlingsmetod som hittills visat sig vara effektiv mot skolios, det vill säga ryggradskrökning i sidled.

## Bostonkorsettens konstruktion och utseende
En bostonkorsett är i princip ett relativt tjockt skal av termoplast. Det är i regel "höga" korsetter som omsluter patientens hela överkropp från höfterna och svanskotan till långt upp i armhålorna, det finns dock även andra varianter. På insidan brukar det finnas ett lager av skumgummi för att minska risken för tryckskador och skavsår på användaren. Närmast kroppen bär patienten alltid ett linne för att skydda kroppen. Korsetten tas på framifrån och snörningen som brukar bestå av 3–4 remmar träs genom öglor och spänns mot korsetten finns således på baksidan. Över korsetten bär användaren emellertid helt vanliga kläder och normalt sett är den därmed inte synlig.

## Bostonkorsetter vid skoliosbehandling
Sedan 1980-talet är Bostonkorsetten den oftast förekommande behandlingsformen (tidigare dominerade Milwaukee-korsetten). Korsettbehandling är emellertid bara effektiv på krökar upp till max 40 grader. Vid större krökar än så krävs operation vilket innebär att hela eller delar av ryggraden stelopereras. Tidigare behövde även opererade korsett i 6–12 månader efter ingreppet men i regel behövs det inte alls nu. Korsettering på vuxna människor finns det ännu få bevis på att de är effektiva. Skolios drabbar för övrigt nästan uteslutande barn och av okänd anledning drabbas flickor mycket oftare än pojkar. Målet med behandlingen är i första hand att stoppa krökningen från att förvärras. Långvarig korsettering enligt läkares och ortopedingenjörers instruktioner kan visserligen ge betydande förbättringar av kröken, men en bestående förbättring efter behandlingens slut jämfört med situationen innan korsetteringen inleddes brukar betraktas som ren bonus.
En Bostonkorsett fästs först runt höfterna varpå resten av patientens överkropp förs in i korsetten, sedan spänns remmarna på ryggen hårt. Det tryck som därmed åstadkoms "låser" ryggen/överkroppen i en så rak position som möjligt samtidigt som en sidledsrotation av ryggen omöjliggörs. Det finns således ingen möjlighet för bäraren att "sjunka ihop", på något sätt ändra kroppshållningen eller omedvetet tappa balansen – trycket från korsetten stoppar effektivt allt detta. Trycket mot patientens kropp och den i regel höga passformen på en Bostonkorsett medför också att axelpartierna pressas uppåt vilket gör att de får en onaturlig ställning.
Korsettbehandling medför visserligen mycket mindre risker än kirurgi men är ändå en lång och mycket krävande behandlingsform för patienten, både fysiskt och psykiskt. Då de flesta patienterna drabbas i åldern 10–13 år och behandlingen pågår fram tills man vuxit färdigt innebär det att många tvingas använda korsett många år. För de flesta patienterna innebär det att man ska vara korsetterad minst 20 timmar/dygn året om. Oftast tas den bara av i samband med duschning, byte av linne och annan hudvård.
Bostonkorsetten medför avsevärda begränsningar i rörelsefriheten för bäraren. Springa, hoppa och dylikt kan vara svårare än vanligt och även så enkla rörelser som att vrida sig för att titta över axeln är omöjligt då korsetten fixerar kroppen från bäckenet och uppåt. Andra problem som uppstår är det stora trycket som korsetten utövar mot kroppen och som pressar in buken och trycker ihop bröstkorgen. Det förstnämnda innebär att den korsetterade bara kan äta mindre portioner mat åt gången, utan att riskera svåra obehag. Sammanpressningen av bröstkorgen medför en minskad lungkapacitet och försvårad andning vilket många upplever som mycket obehagligt, särskilt i början innan man vant sig vid att ständigt bära korsetten. Den korsetterade tenderar därför att utveckla en andningsteknik med korta, ytliga andetag.
En Bostonkorsett tillåter ingen luftcirkulation närmast kroppen. Miljön under korsetten och linnet blir därmed väldigt instängd. Svettning, klåda, blåmärken och dylikt är problem som många klagar på. Undersökningar av patienter visar att många användare också tycker att den psykiska påfrestningen är minst lika jobbig som det fysiska obehaget. Att vara korsetterad nästan dygnet runt i åratal tar hårt på många patienter i en ålder som dessutom är känslig för många människor. Många patienter säger också att man visserligen efter hand lär sig att hantera känslan att hela tiden ha kroppen "låst" i korsetten och den stelhet som medföljer, däremot är det väldigt svårt även efter flera år att vänja sig vid det ständiga trycket mot mage, bröst och rygg.
Under behandlingens gång röntgas patienten regelbundet för att bekräfta att behandlingen har önskad effekt. När behandlingen går mot sitt slut börjar en avvänjningsperiod på ca ett halvår (ibland mer) där den korsettfria perioden stegvis utökas så kroppen vänjer sig vid att inte längre vara uppstöttad. 
Forskning pågår för att framställa en ny generation korsetter för skoliospatienter som minskar obehagen. Till exempel korsetter av mer elastiskt material och som släpper igenom luften så huden kan andas, eller har inbyggda system för avkylning etc. Det experimenteras även med Chenau- och Providence-korsetter, som bara behöver användas på natten.